# Kanton Gordes
Kanton Gordes (fr. Canton de Gordes) je francouzský kanton v departementu Vaucluse v regionu Provence-Alpes-Côte d'Azur. Tvoří ho osm obcí.

## Obce kantonu
- Beaumettes
- Gordes
- Goult
- Joucas
- Lioux
- Murs
- Roussillon
- Saint-Pantaléon